# Tsugaru (train)
Pour les articles homonymes, voir Tsugaru (homonymie).
Le Tsugaru (つがる) est un train express existant au Japon et exploité par la compagnie JR East, qui relie la ville d'Akita à la ville d'Aomori dans le nord de la région du Tōhoku. Son nom fait référence à la péninsule de Tsugaru.

## Gares desservies
Le Tsugaru circule de la gare d'Akita à la gare d'Aomori en empruntant la ligne principale Ōu. Auparavant il reliait la gare de Hachinohe à celle de Hirosaki.
| Nom des gares   |
| --------------- |
| Akita           |
| Hachirōgata     |
| Moritake        |
| Higashi-Noshiro |
| Futatsui        |
| Takanosu        |
| Ōdate           |
| Ōwani-Onsen     |
| Hirosaki        |
| Shin-Aomori     |
| Aomori          |

Les gares marquées d'un astérisque ne sont pas desservies par tous les trains.

## Matériel roulant
Les services Tsugaru sont effectués par des rames séries E751. Dans le passé, ils ont été effectués par les séries 485 et 789.

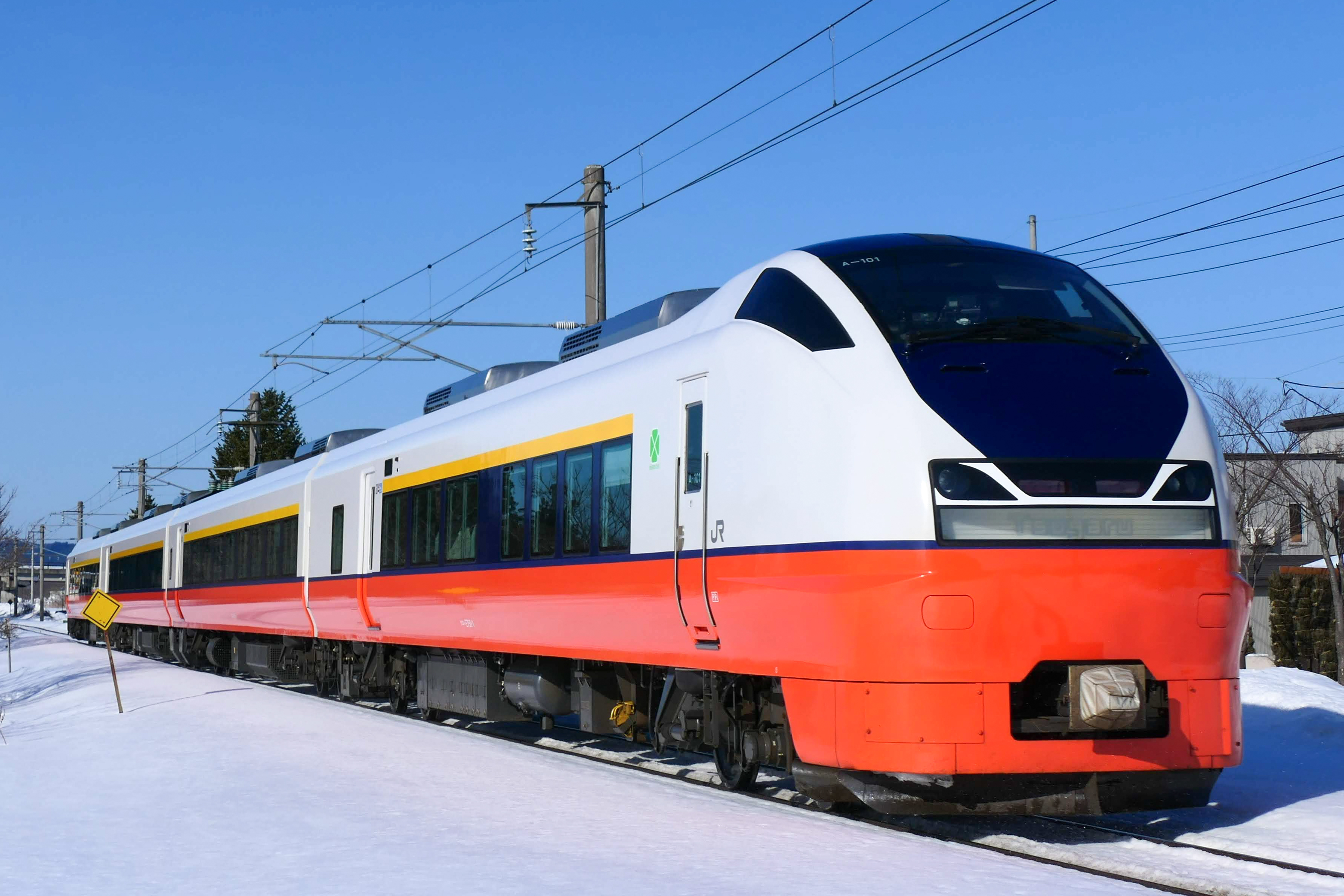
Série E751
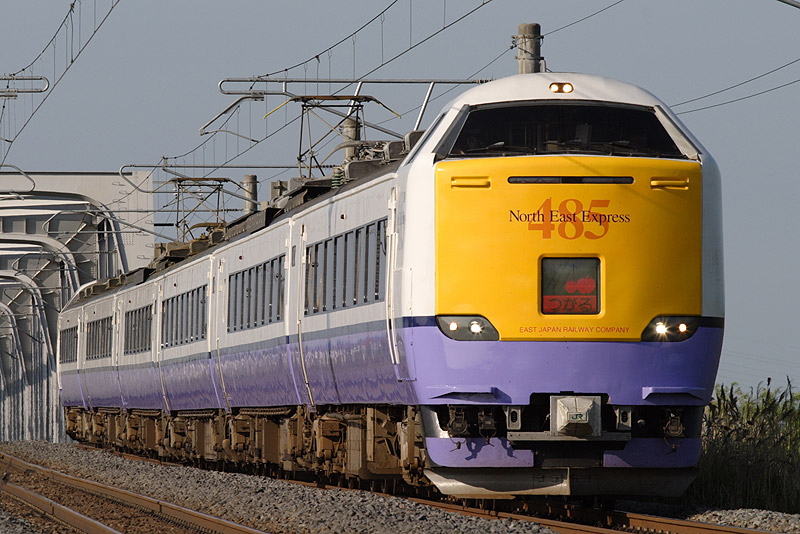
Série 485
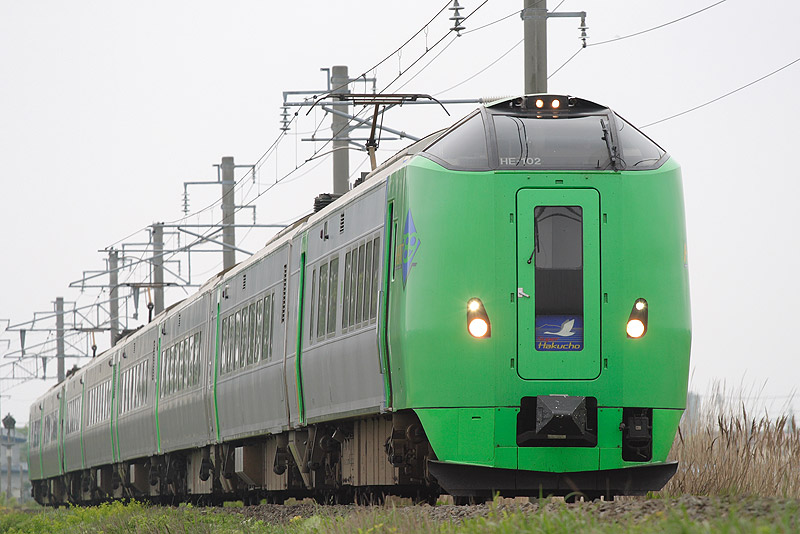
Série 789

## Composition des voitures
- Série E751 :

| N° de voiture | 1     | 1       | 2       | 3           | 4           |
| Agencement    | Green | Réservé | Réservé | Non réservé | Non réservé |